# Port lotniczy Girona
Port lotniczy Girona (katal.: Aeroport de Girona – Costa Brava, hiszp.: Aeropuerto de Gerona, Girona-Costa Brava Airport, kod IATA: GRO, kod ICAO: LEGE) – port lotniczy położony 8 km na południe od Girony i 74 km na północny wschód od centrum Barcelony w Katalonii, Hiszpanii. W 2014 roku obsłużył 2,2 mln pasażerów

## Linie lotnicze i połączenia
| Linia Lotnicza  | Kierunek |
| --------------- | --- |
| Enter Air       | Sezonowe czartery: 1. Gdańsk 2. Katowice 3. Poznań |
| Jet2.com        | Sezonowo: 1. Birmingham 2. Bristol 3. East Midlands 4. Glasgow 5. Leeds/Bradford 6. Londyn-Stansted 7. Manchester 8. Newcastle |
| LOT             | Sezonowe czartery: 1. Katowice 2. Warszawa-Okęcie |
| Ryanair         | 1. Belfast-International 2. Birmingham 3. Bruksela-Charleroi 4. Karlsruhe/Baden-Baden 5. Kraków 6. Londyn-Stansted 7. Lublin (od 31 marca 2025) 8. Marrakesz (od 30 października 2023) 9. Norymberga 10. Ostrawa (od 30 marca 2025) 11. Piza 12. Weeze Sezonowo: 1. Paryż-Beauvais 2. Bournemouth 3. Bristol 4. Bruksela 5. Cork 6. Dublin 7. East Midlands 8. Eindhoven 9. Frankfurt-Hahn 10. Helsinki 11. Knock 12. Leeds/Bradford 13. Manchester 14. Memmingen 15. Pescara 16. Poznań 17. Ryga 18. Santiago de Compostela 19. Shannon 20. Wrocław |
| Smartwings      | Sezonowo: 1. Warszawa-Okęcie Sezonowe czartery: 1. Katowice 2. Praga |
| Transavia.com   | Sezonowo: 1. Amsterdam 2. Rotterdam |
| TUI Airways     | Sezonowo: 1. Birmingham 2. Londyn-Gatwick 3. Manchester |
| TUI fly Belgium | Sezonowo: 1. Bruksela |